# 戴龍
戴龍（1908年12月7日—1951年1月18日），原名戴雲龍，中國共產黨員，江蘇省阜寧縣人，1949年任江陰要塞司令部辦公室主任協助起義，受中共華東軍區派遣，冒用兄長戴元志名義來台，進行策反及蒐集情報失敗被捕，1951年1月18日槍決於馬場町 。

## 生平
戴龍，原名戴雲龍，1908年12月7日生於江蘇省阜寧縣海河鎮，1914年入阜寧溝墩高級學堂，1921年考入阜寧中學。1930年於江蘇警官學校求學時，受在交通大學就讀的友人李璞勸說，與于濟民等參加共黨。1931年因李璞被捕而中斷組織聯繫。 
1937年抗戰爆發，戴龍離鄉參加抗戰，隨軍在浙江、福建一帶抗日。1945年重回江蘇，任丹陽警察局長、華東警校校務處長、（江陰、無錫、常州）三市聯防主任、江陰要塞司令部辦公室主任。
1949年1月，戴龍代江陰要塞司令部辦公室主任一職，于濟民時任中共華中軍區敵工部聯絡科長，經于濟民聯繫提供江陰要塞情報，並說服少將司令戴戎光調整砲台角度。江陰要塞起義後，戴龍撤至上海，李璞時任中共華東軍區海軍部秘書科長，1949年底戴龍接受派遣，帶領王瀛成等多人自香港赴台從事策反及蒐集軍事情報等工作，並交其金錢與聯絡暗號。
戴龍來台後，冒用其兄長戴元志身分來台多方收集軍中情報，並爭取海軍中舊識參加組織，計畫建立地下電台。蒐集情報先後以暗號三次拍電報至香港，為情治機關查覺，情治機關派戴龍警校同學焦静秋接近他，並讓焦静秋假借返回上海引誘戴龍，戴龍將情報用隱形藥水書寫後託付焦静秋，1950年7月戴龍被逮捕，藥水信件之密碼與相關軍情引發大規模抓捕行動，戴龍堅不吐實被打斷手腳，1950年11月戴龍、王瀛成、劉鳴鐘由保安司令部判處死刑，1951年1月18日戴龍被綁在木樁上遊街後槍決於馬場町 。

## 紀念
1964年中共國家安全部在戴龍遇害多年後，追認戴龍為中華人民共和國烈士，頒發滬烈字第004151號的烈士證書給予家屬。
2014年元旦，戴龍女兒戴筱萍派家屬赴台尋找戴龍安葬處，在六張犁亂葬崗中找到保存完整的戴龍之墓，2014年5月戴筱萍赴台迎回父親遺骨返回大陸。

## 相關案件
戴龍案造成戴濟光、朱亞擎、劉訓迪等在不知情的情況下，透過閒聊洩漏了軍事機密，包含飛機數量、美國顧問人數、駐軍位置等，被判刑十年到五年不等的有期徒刑。戴龍在台活動之相關組織不只限於華東局派遣，在中共中央社會部台灣小組案中，凱在獄中時遭到保密局策反的路齊書在獄中套出于凱認識戴龍的情資。